# Бабина, Лидия Трофимовна
Лидия Трофимовна Бабина — советский хозяйственный и политический деятель.

## Биография
Родилась в 1944 году в Одесской области. Член КПСС.
В 1960—1991 гг. — рабочая, животновод, заведующая фермой межколхозного предприятия по производству мяса «Прогресс» села Малый Фонтан Котовского района Одесской области Украинской ССР.
Указами Президиума Верховного Совета СССР от 14 февраля 1975 года и 24 декабря 1976 года награждена орденами Трудовой Славы 3-й и 2-й степени.
Указом Президиума Верховного Совета СССР от 7 июля 1986 года награждена орденом Трудовой Славы 1-й степени, став полным кавалером ордена Трудовой Славы.
Делегат XXVII съезда КПСС.
Жила в селе Малый Фонтан Подольского района Одесской области.